# Nordwind
Le Norwind est un ex-chalutier armé (Kriegsfischkutter (de)) de la Kriegsmarine reconverti en navire-école de 1951 à 2006. Depuis 2008 il est exploité comme voilier traditionnel par le Deutsches Marinemuseum de Wilhelmshaven.

## Histoire
1945 à 1956 :
Le Nordwind fait partie de la série Nord, une conception d'après-guerre du chantier naval Burmester (de) avec un nouveau plan général de chalutier avec une seule timonerie de pont et une voilure de ketsch. il a été mis en construction en 1945 avec le numéro de coque 2893 et achevé en 1948. Il a reçu la licence de pêche BX 356 mais il n'a pas été utilisé pour la pêche.
En 1951, il est acquis pour être converti en navire-école. Le 22 novembre 1951, il a été mis en service pour la flottille scolaire à Cuxhaven. Il a servi pour les besoins du protocole. Par exemple, le président fédéral Theodor Heuss l'a utilisé en 1953 pendant la Semaine de Kiel.
1956 à 2006 :
Après la formation de la marine fédérale en janvier 1956, le Nordwind fut l'une des premières unités qui fut confiée aux garde-frontières. La mise en service de l'escadre scolaire de la mer Baltique a eu lieu le 1er juillet 1956. Après sa dissolution, en octobre 1956, il a été transféré à l'Académie navale de Mürwik en octobre 1958. Entre 1969 et 1972, il a été désarmé pendant les mois d'hiver.
Le 24 mai 1972 il a reçu un équipage civil bien qu'il ait continué à fonctionner comme un bateau de la garde côtière. Il a été principalement employé comme bateau de formation de marin pour des candidats officiers et des sous-officiers.
Malgré une révision complète au chantier naval et une modernisation majeure au début des années 2000, le Nordwind a dû être mis hors service sous la pression de la Cour fédérale des comptes le 15 décembre 2006, quatre ans plus tôt que prévu, à l'Arsenal naval de Wilhelmshaven.
Depuis 2007 :
Bien qu'il y ait eu un accord entre la marine allemande et le bureau de recherche historique militaire pour maintenir le bâtiment comme navire musée, les préoccupations de la Cour fédérale des comptes, après un examen prolongé, n'ont permis que la vente. Le Musée maritime allemand, qui s'était auparavant proposé pour l'administration du Nordwind comme navire musée, a pu remporter l'enchère à l'aide de dons privés lors de la vente aux enchères le 15 octobre 2008. Le 6 novembre 2008, le Nordwind a été acquis par le musée maritime de Wilhelmshaven.
Depuis lors, le Nordwind a été exploité comme un voilier traditionnel . Avec une équipe de bénévoles, des excursions d'une journée peuvent être organisées avec jusqu'à 35 invités. Pour les excursions de plusieurs jours sont disponibles pour dix passagers. Le Nordwind continue de se rendre régulièrement sur les événements maritimes et a de nouveau été utilisé comme navire d'entraînement au début du mois de septembre 2015.